# El cas Collini
El cas Collini (alemany: Der Fall Collini) és una pel·lícula dramàtica alemanya del 2019 dirigida per Marco Kreuzpaintner. Està basada en la novel·la homònima de Ferdinand von Schirach. S'ha doblat i subtitulat al català.
El 2019 guanyar el premi Cinema for Peace per a la justícia.

## Repartiment
- Elyas M'Barek com a Caspar Leinen
- Heiner Lauterbach com a Richard Mattinger
- Alexandra Maria Lara com a Johanna Mayer
- Franco Nero com a Fabrizio Collini
- Rainer Bock com el fiscal Reimers
- Catrin Striebeck com el jutge
- Manfred Zapatka com el vell Hans Meyer
- Jannis Niewöhner com el jove Hans Meyer
- Pia Stutzenstein com a Nina, intèrpret i eventual secretària de Caspar
- Peter Prager com a Bernhard Leinen, el pare d'en Caspar